# Jagdfliegergeschwader 1

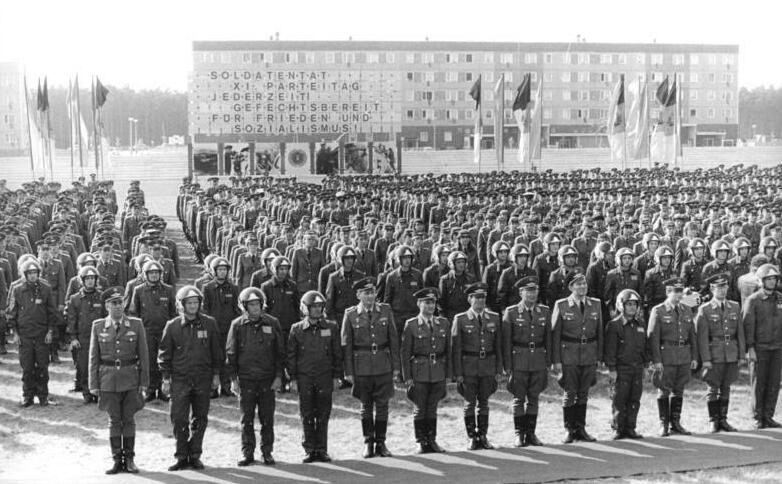
Truppenbesuch 1985 im JG-1

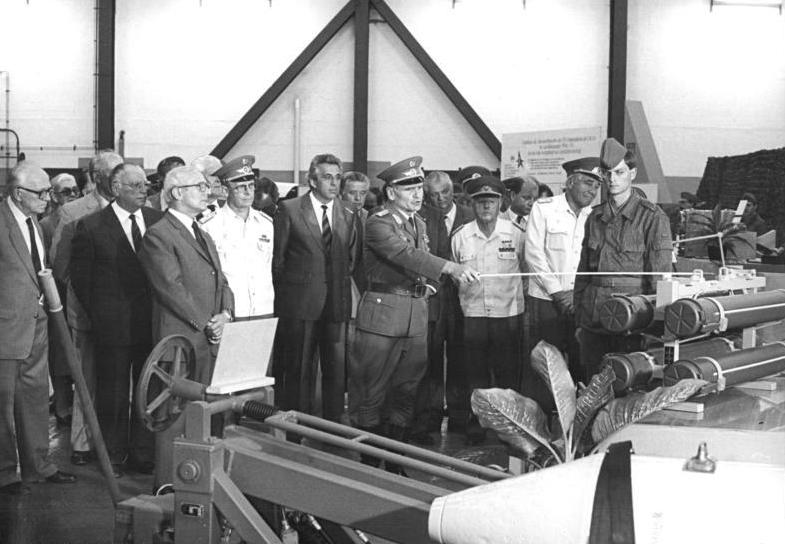
Truppenbesuch 1985 E. Honecker und H. Hoffmann, in der Kontroll- und Reparaturstaffel

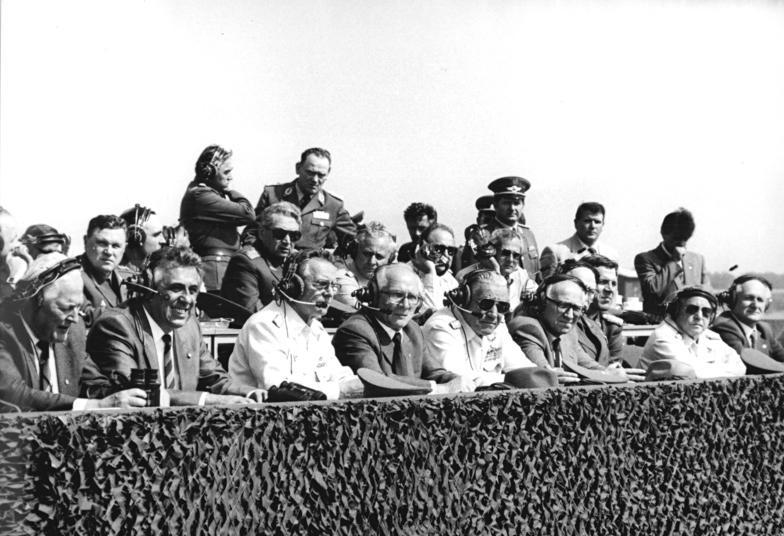
Truppenbesuch 1985 im JG-1; stehend (v. l. n. r.) Oberst E.Zettelmann, Oberst Siegel und OSL S.Jarmer

Das Jagdfliegergeschwader 1 (kurz: JG-1) trug den Ehrennamen Fritz Schmenkel und war ein fliegender Verband in Regimentsstärke der NVA-Luftstreitkräfte in direkter Unterstellung der 1. Luftverteidigungsdivision.

## Geschichte
In der Zeit zwischen dem 16. August und dem 25. September 1952 wurde das erste (Jagd-)Fliegerregiment der Volkspolizei-Luft mit der Tarnbezeichnung KVP-Dienststelle 600/1 aufgestellt. Zwar wurde das Geschwader auf dem ehemaligen Luftwaffen-Feldflugplatz in Bautzen aufgestellt, aber schon am 26. September auf den Flugplatz Cottbus-Nord verlegt. Als Dezentralisierungsflugplatz diente der Flugplatz Alteno. Mehrere Strukturänderungen und Umbenennungen des zum Aeroclub Cottbus (1. Aeroklub) gehörenden Geschwaders folgten bis zur Übernahme in die NVA am 1. Juli 1956. Von September 1952 bis Oktober 1953 war auf dem Standort ein Truppenteil der Sowjetarmee stationiert, der Hilfestellung bei der Flugausbildung und im Umgang mit der Technik geben sollte. Im Oktober 1952 begannen sowjetische Fluglehrer mit der praktischen Ausbildung an der Jakowlew Jak-18. Anfang Mai 1953 begann die theoretische Ausbildung zur MiG-15UTI, die jedoch auf Grund der Ereignisse vom 17. Juni 1953 abgebrochen wurde. Die weitere Ausbildung bezog sich nun zunächst auf die Typen Jak-18 und Jak-11. 1955 wurden die ersten eigenen zehn Jak-11 übernommen. Erst 1956/1957 wurde die Ausbildung an der MiG-15 fortgesetzt. 1957 nahm das Geschwader die ersten zehn MiG-17F in den Bestand auf. Ab 1959 begann die 3. Jagdfliegerstaffel mit der Ausbildung von Il-28-Piloten für Zieldarstellungsflüge. 1961 erfolgte die Umbenennung in Jagdfliegergeschwader 1. Ende 1966 war das Geschwader vollständig mit MiG-21 ausgerüstet.
Am 7. Oktober 1967 erhielt das Geschwader die Ehrenbezeichnung Fritz Schmenkel.

### Verlegung von Cottbus nach Holzdorf
Am 23. November 1982 verlegte das Geschwader auf einen der modernsten Flugplätze der NVA, den heutigen Fliegerhorst Holzdorf der Luftwaffe der Bundeswehr. Die dort angelegten drei ausgebauten Dezentralisierungsräume boten Raum für 46 Flugzeugbunker vom Typ GDF-12 sowie für acht offene Flugzeugdeckungen (ODF).
Das Fliegertechnisches Bataillon 1 (FTB-1) „Willi Budich“ und das Nachrichten- und Flugsicherungsbataillon 1 (NFB-1) verlegten ebenfalls zum neuen Geschwaderstandort nach Holzdorf.
Mit der Verlegung des Geschwaders war die Verlegung des Geschwadergefechtsstandes vom Standort Striesow auf den Flugplatz Holzdorf verbunden. Dieser Gefechtsstand war befristet in einer Steinbaracke unter der Flugleitung untergebracht. Zur Übermittlung des Luftlagebildes war eine Datenübertragung mittels RL-30 von der FuTK Dahme/Mark zum Gefechtsstand eingerichtet.
Im nahe gelegenen Schönewalde wurde 1981 bis 1983 ein neuer Gefechtsstand für das JG-1 und das FuTB-41 errichtet. Dieser Gefechtsstand ging jedoch erst Oktober 1983 in Betrieb – damit war dann eine Verlegung des Geschwadergefechtsstandes vom Flugplatz Holzdorf nach Schönewalde verbunden. Dieser Bunker Schönewalde wurde später als Control and Reporting Centre ausgebaut und wird heute durch den Einsatzführungsbereich 3 der Luftwaffe der Bundeswehr genutzt.

## Kommandeure JG-1
| Dienstgrad, Name                 | Dienstzeit    | Bemerkung                              |
| -------------------------------- | ------------- | -------------------------------------- |
| Oberkommissar Wolfgang Reinhold  | ab Sept. 1952 | später Generaloberst, Kdo. LSK/LV      |
| Leutnant Günter Rietschel        | 1953–1955     |                                        |
| Leutnant Helmut Stephan          | 1955–1956     |                                        |
| Hauptmann Klaus Baarß            | 1956–1959     | später Generalleutnant, Kdo. LSK/LV    |
| Hauptmann Herbert Priemer        | 1960–1961     |                                        |
| Oberstleutnant Wolfgang Reuter   | 1961–1962     |                                        |
| Major Werner Fritsch             | 1963–1968     |                                        |
| Major Siegfried Mittelbach       | 1968–1973     | später Oberst, Kdo. LSK/LV             |
| Oberstleutnant Wolfgang Thonke   | 1973–1974     | später Generalmajor, Kdo. LSK/LV       |
| Oberstleutnant Eberhard Köllner  | 1974–1976     | später Oberst, Kosmonauten-Double      |
| Major Rainer Straßburg           | 1976–1981     |                                        |
| Oberstleutnant Wilfried Kernchen | 1981–1988     | 1988 Verdienter Militärflieger der DDR |
| Oberstleutnant Helmut Seehaus    | 1988–1990     |                                        |

Anmerkung:
- Rahmenstruktur siehe: Geschwader, Luftstreitkräfte NVA

## Flugzeugtypen
Im JG-1 wurden fast ausschließlich Flugzeuge des sowjetischen Konstruktionsbüros MiG eingesetzt. Abgesehen von der Jak-11 und der Jak-18 waren alle eingesetzten Muster Strahlflugzeuge. Die Buchstaben hinter den Typennummern kennzeichnen die einzelne Version des Flugzeugtyps.
| Einsatzzeitraum | Flugzeugtyp                                                       |
| --------------- | ----------------------------------------------------------------- |
| ab 1955         | Jak-11                                                            |
| 1953–1956       | Jak-18                                                            |
| ab 1956         | MiG-15UTI und MiG-17F                                             |
| ab 1957         | MiG-17PF                                                          |
| ab 1965         | MiG-21PF, MiG-21SPS, MiG-21SPS/K, MiG-21US, MiG-21UM und MiG-21MF |

MiG-21PF waren in den 1980er Jahren nicht mehr im Bestand. Die Mehrzahl der MiG-21SPS und SPS-K wurden zwischen 1967 und 1969 gebaut, die dazugehörenden Schulmaschinen um 1971. Die MiG-21MF kamen 1987 im Tausch gegen MiG-21SPS und SPS-K vom JG-7 vor dessen Auflösung.

## Auflösung
Am 26. September 1990 fand der letzte Flugdienst des JG-1 statt. Am 2. Oktober 1990 erfolgte der letzte Geschwaderappell. Mit der Außerdienststellung der NVA im Jahre 1990 wurde das Geschwader aufgelöst.
Das JG-1 war der einzige Jagdfliegerverband der DDR, der von seiner Aufstellung 1952 bis zu seiner Auflösung 1990/1991 Bestand hatte.